# Білоксі
Білоксі (англ. Biloxi) — місто (англ. city) в США, в окрузі Гаррісон штату Міссісіпі. Розташоване на березі Мексиканської затоки та утворює єдину прибережну агломерацію з містами Галфпорт та Паскагула. Місто є портом та важливим туристично-рекреаційним центром штату. У місті розміщуються казино (Гранд-Казино та інші). Населення — 49 449 осіб (2020).

## Історія
Місто було засноване французами 1699 року. В 1719 році, під час Війни четверного альянсу, губернатор Луїзіани Бенвіль переніс адміністративний центр французької Луїзіани з Мобіла від лінії боїв до форту Білоксі. У червні 1722 столиця була переведена в Новий Орлеан та Білоксі втратив свій статус.
Деякий час місто було столицею Західної Флориди. На початку XIX століття перейшло під юрисдикцію США.
Після урагану урагану Катріна місто і його інфраструктура піддалися сильному руйнуванню і не були відновлені до кінця.

## Географія
Білоксі розташоване за координатами 30°26′1″ пн. ш. 88°57′12″ зх. д. / 30.43361° пн. ш. 88.95333° зх. д. (30.433711, -88.953409).  За даними Бюро перепису населення США у 2010 році місто мало площу 120,92 км², з яких 98,98 км² — суходіл та 21,93 км² — водойми. В 2017 році площа становила 175,68 км², з яких 111,34 км² — суходіл та 64,34 км² — водойми.

### Клімат
| Клімат : Білоксі        | Клімат : Білоксі | Клімат : Білоксі | Клімат : Білоксі | Клімат : Білоксі | Клімат : Білоксі | Клімат : Білоксі | Клімат : Білоксі | Клімат : Білоксі | Клімат : Білоксі | Клімат : Білоксі | Клімат : Білоксі | Клімат : Білоксі | Клімат : Білоксі |
| Показник                | Січ.             | Лют.             | Бер.             | Квіт.            | Трав.            | Черв.            | Лип.             | Серп.            | Вер.             | Жовт.            | Лист.            | Груд.            | Рік              |
| Абсолютний максимум, °C | 27,8             | 26,7             | 29,4             | 32,8             | 36,7             | 38,9             | 39,4             | 40,0             | 38,3             | 34,4             | 30,0             | 26,7             | 40,0             |
| Середній максимум, °C   | 15,6             | 17,2             | 20,6             | 24,4             | 28,3             | 31,1             | 32,2             | 32,2             | 30,6             | 26,1             | 21,1             | 16,7             | 24,7             |
| Середній мінімум, °C    | 6,1              | 7,8              | 11,1             | 15,6             | 20,0             | 23,3             | 23,9             | 23,9             | 21,7             | 16,1             | 11,1             | 7,2              | 15,7             |
| Абсолютний мінімум, °C  | −12,2            | −10              | −5,6             | −1,1             | 7,2              | 12,8             | 15,6             | 16,1             | 7,2              | 0,0              | −3,9             | −12,8            | −12,8            |
| ----------------------- | ---------------- | ---------------- | ---------------- | ---------------- | ---------------- | ---------------- | ---------------- | ---------------- | ---------------- | ---------------- | ---------------- | ---------------- | ---------------- |
| Джерело:                |                  |                  |                  |                  |                  |                  |                  |                  |                  |                  |                  |                  |                  |

## Населення
Згідно з переписом 2010 року, у місті мешкали 44 054 особи в 17 104 домогосподарствах у складі 10 526 родин. Густота населення становила 364 особи/км².  Було 21278 помешкань (176/км²).
Расовий склад населення:
| - 68,4 % — білих - 19,6 % — чорних або афроамериканців - 4,4 % — азіатів - 0,5 % — корінних американців - 0,2 % — вихідців з тихоокеанських островів - 3,8 % — осіб інших рас |

До двох чи більше рас належало 3,1 %. Частка іспаномовних становила 8,7 % від усіх жителів.
За віковим діапазоном населення розподілялося таким чином: 22,0 % — особи молодші 18 років, 65,9 % — особи у віці 18—64 років, 12,1 % — особи у віці 65 років та старші. Медіана віку мешканця становила 33,5 року. На 100 осіб жіночої статі у місті припадало 105,9 чоловіків;  на 100 жінок у віці від 18 років та старших — 106,7 чоловіків також старших 18 років.
Середній дохід на одне домашнє господарство  становив 53 662 долари США (медіана — 39 011), а середній дохід на одну сім'ю — 60 786 доларів (медіана — 46 443). Медіана доходів становила 34 656 доларів для чоловіків та 28 673 долари для жінок. За межею бідності перебувало 24,6 % осіб, у тому числі 42,8 % дітей у віці до 18 років та 14,0 % осіб у віці 65 років та старших.
Цивільне працевлаштоване населення становило 18 748 осіб. Основні галузі зайнятості: мистецтво, розваги та відпочинок — 22,7 %, освіта, охорона здоров'я та соціальна допомога — 17,8 %, роздрібна торгівля — 12,2 %, публічна адміністрація — 10,1 %.

## Персоналії
- Ерік Робертс (*1956) — американський актор.